# Gúdar-Javalambre
Gúdar-Javalambre es una comarca en el sureste de la provincia de Teruel, comunidad autónoma de Aragón, en España.

## Municipios
Su capital es Mora de Rubielos. La comarca engloba a los municipios de Abejuela, Albentosa, Alcalá de la Selva, Arcos de las Salinas, Cabra de Mora, Camarena de la Sierra, El Castellar, Formiche Alto, Fuentes de Rubielos, Gúdar, Linares de Mora, Manzanera, Mora de Rubielos, Mosqueruela, Nogueruelas, Olba, La Puebla de Valverde, Puertomingalvo, Rubielos de Mora, San Agustín, Sarrión, Torrijas, Valbona y Valdelinares.

## Política
|                |                                |                                   |                  |  |
| Cargo          | Nombre                         | Ayuntamiento                      | Partido Político |  |
| Presidente     | Ángel Gracia Lucia             | Alcalde de Rubielos de Mora       | PSOE             |  |
| Vicepresidente | Hugo Arquímedes Ríos Navarro   | Alcalde de Mora de Rubielos       | PAR              |  |
| Consejera      | Yolanda Salvador Corella       | Alcaldesa de Albentosa            | PSOE             |  |
| Consejero      | Marcos Benajes Herrero         | Alcalde de Nogueruelas            | PSOE             |  |
| Consejera      | Alba Lucea Papaseit            | Alcaldesa de Mosqueruela          | PSOE             |  |
| Consejero      | Tomás Manuel Zafón Julián      | Alcalde de Puertomingalvo         | PSOE             |  |
| Consejero      | Federico Manuel Martín Fuertes | Alcalde de Olba                   | PSOE             |  |
| Consejero      | Carlos Javier Casares Igual    | Concejal de Mora de Rubielos      | PSOE             |  |
| Consejero      | Jorge Redón Garcés             | Concejal de Sarrión               | PSOE             |  |
| Consejera      | Celia Durbán Solaz             | Alcaldesa de Manzanera            | PP               |  |
| Consejero      | José Luis Alvir Martínez       | Alcalde de Arcos de las Salinas   | PP               |  |
| Consejera      | Ana Torres Fuertes             | Concejal de La Puebla de Valverde | PP               |  |
| Consejera      | María Paz Martín Labern        | Alcaldesa de Valbona              | PP               |  |
| Consejera      | Asunción Gargallo Soler        | Concejala de Mosqueruela          | PP               |  |
| Consejera      | Estefanía Doñate Adán          | Concejala de Sarrión              | PP               |  |
| Consejero      | Samuel Monleón Montesinos      | Alcalde de Cabra de Mora          | PAR              |  |
| Consejera      | María Amparo Atienza Isbert    | Alcaldesa de Alcalá de la Selva   | PAR              |  |
| Consejero      | Daniel Riera Bau               | Alcalde de San Agustín            | PAR              |  |
| Consejero      | José Luis Escriche Gargallo    | Alcalde de Formiche Alto          | PAR              |  |

| Elecciones 2019                       |       |         |         |            |
| Partido                               | Votos | % Votos | Electos | Consejeros |
| PSOE                                  | 1.667 | 35,94%  | 44      | 8          |
| PP                                    | 1.296 | 27,94%  | 40      | 6          |
| PAR                                   | 1.226 | 26,43%  | 31      | 5          |
| SR                                    | 199   | 4,29%   | 3       | 0          |
| CHA                                   | 120   | 2,59%   | 2       | 0          |
| GANAR: IZQUIERDA UNIDA-UNIDAD POPULAR | 83    | 1,79%   | 4       | 0          |
| PODEMOS-EQUO                          | 47    | 1,01%   | 1       | 0          |
| Total                                 | 4.638 | 100%    | 125     | 19         |

## Geografía
Situada en el sur de la provincia y limítrofe con Castellón. Las cifras oficiales del Padrón de habitantes a 1 de enero de 2021 contabilizan 7.575 habitantes  repartidos en 24 municipios. Su capital es Mora de Rubielos y su actual presidente es Ángel Gracia Lucia, del Partido Socialista Obrero Español quien a su vez es el alcalde de Rubielos de Mora.
La comarca está dividida por la Depresión de Sarrión y el río Mijares en dos sierras, la sierra de Javalambre y la sierra de Gúdar cuyas altitudes máximas son 2020 y 2024 metros respectivamente. Desde el punto de vista medioambiental ambas poseen áreas con importante biodiversidad y proporcionan agua a la cuenca del río Mijares y el Turia.

## Flora y vegetación
La flora vascular de las sierras de Gúdar y Javalambre está compuesta de 1710 taxones de plantas silvestres. No obstante, si añadimos las especies cultivadas y los híbridos la cifra roza las 2000 estirpes vegetales.
En estas tierras no existen zonas áridas naturales, por lo que todo el territorio tiene como vegetación potencial un bosque, mayoritariamente perennifolio, con importante participación de caducifolios en forma mixta o pura. También pueden verse extensas formaciones de matorrales y pastizales, a veces de forma natural, aunque mayoritariamente a consecuencia de la actividad humana.
Como principales unidades de vegetación boscosa podemos citar los pinares de pino carrasco (Pinus halepensis); los de pino negral o laricio (Pinus nigra subsp. salzmannii); los pinares de pino rodeno (Pinus pinaster); los de pino albar (Pinus sylvestris); los pinares de pino moro o negro (Pinus uncinata); los sabinares albares (Juniperus thurifera); los quejigares (Quercus faginea); los avellanares (Corylus avellana) y los encinares de carrasca o encina (Quercus rotundifolia).

## Historia

### La comarca como institución

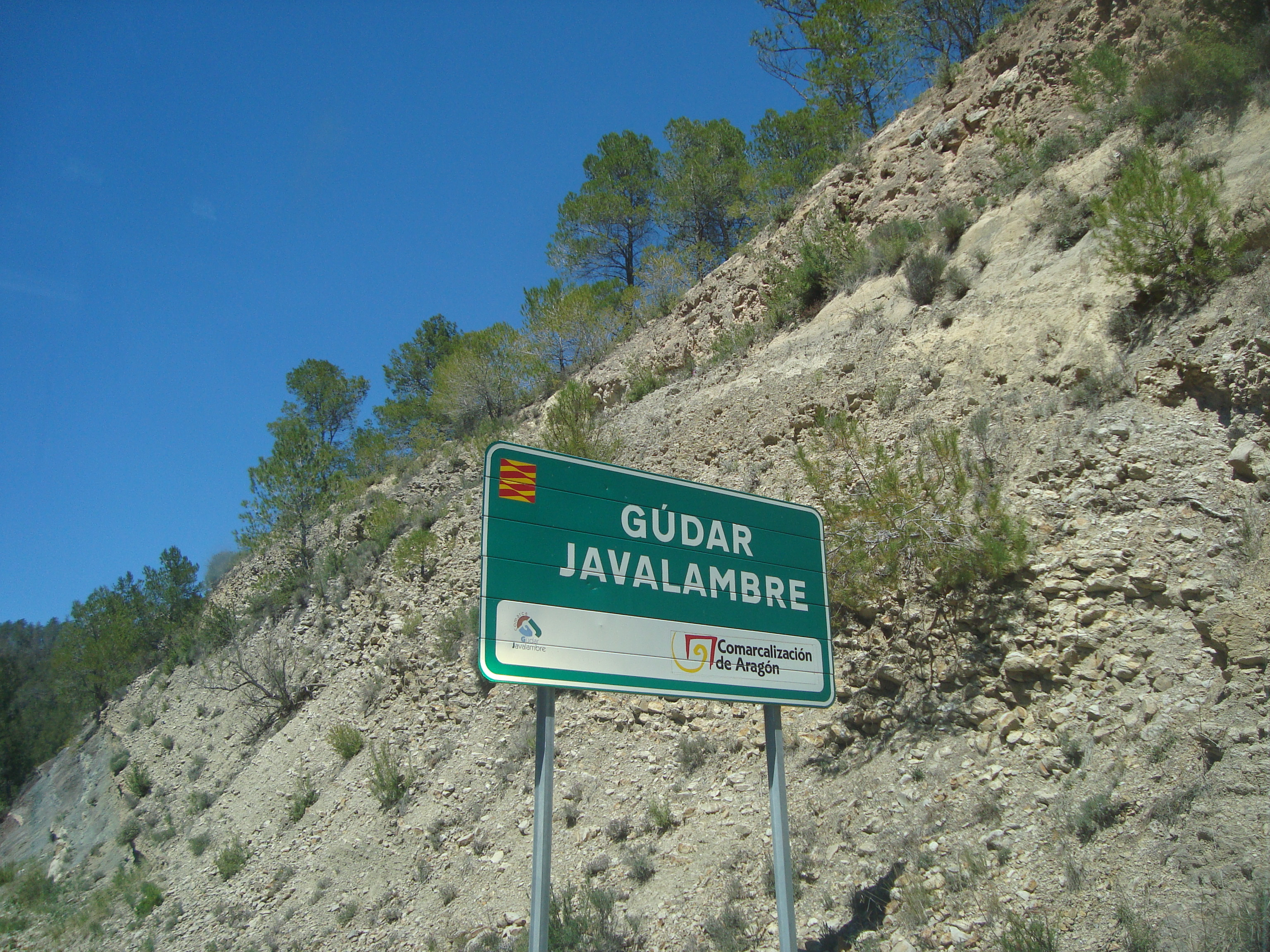
Comarca Gúdar-Javalambre, señalización

La ley de creación de la comarca es la 22/2001 del 21 de diciembre de 2001. Se constituyó el 22 de febrero de 2002. Las competencias le fueron traspasadas el 1 de julio de 2002.

## Economía
Entre sus infraestructuras destacan sus dos estaciones de esquí: Valdelinares y Javalambre, ambas del grupo Aramón. Es una comarca que vive del turismo durante todo el año, en invierno por estas dos estaciones y en verano por el turismo termal y de interior gracias a su cercanía a la ciudad de Valencia. Existen municipios monumentales como Rubielos de Mora premio Europa Nostra a su conjunto monumental, Mora de Rubielos o Manzanera, también hay varios balnearios, zonas de acampada, lugares para las prácticas de muchos deportes, etc. El turismo de la zona viene principalmente de la Comunidad Valenciana.[cita requerida]
Recientemente se ha convertido en el mayor productor del mundo de trufa, ayudando de manera significativa a la economía de la comarca

## Transporte
Esta comarca está atravesada por la N-234 y la A-23, que une Valencia con el norte de la Península, alrededor de esta carretera se vertebran las comunicaciones de la comarca. Paralela a ésta transcurre la vía del tren y la vía verde, un sendero turístico por el lugar que pasaba el antiguo tren minero de Ojos Negros.

## Territorio y población
| Municipio             | Extensión (km²) | % del total | Habitantes (2018) | Habitantes (2019) | Altitud (metros) | Distancia a/desde Mora de Rubielos (km) | Pedanías |
| --------------------- | --------------- | ----------- | ----------------- | ----------------- | ---------------- | --------------------------------------- | --- |
| Abejuela              | 86,67           | 3,69        | 49                | 48                | 1167             | 51,10                                   | La Cervera. |
| Albentosa             | 68,42           | 2,91        | 257               | 276               | 952              | 21,10                                   | Estación Mora de Rubielos, Fuen del Cepo, Los Mases, Venta del Aire. |
| Alcalá de la Selva    | 104,95          | 4,46        | 347               | 343               | 1404             | 18,30                                   | La Virgen de la Vega. |
| Arcos de las Salinas  | 112,99          | 4,80        | 105               | 119               | 1081             | 49,90                                   | Hoya de la Carrasca, La Higuera. |
| Cabra de Mora         | 34,31           | 1,46        | 55                | 54                | 1085             | 10,40                                   | |
| Camarena de la Sierra | 79,54           | 3,38        | 113               | 105               | 1294             | 35,10                                   | Más de Navarrete. |
| El Castellar          | 50,33           | 2,14        | 52                | 58                | 1275             | 17,10                                   | |
| Formiche Alto         | 78,42           | 3,33        | 151               | 141               | 1105             | 30,40                                   | Formiche Bajo |
| Fuentes de Rubielos   | 38,43           | 1,63        | 114               | 118               | 962              | 19,20                                   | |
| Gúdar                 | 60,38           | 2,57        | 72                | 76                | 1581             | 26,90                                   | |
| Linares de Mora       | 116,76          | 4,97        | 249               | 234               | 1311             | 36,70                                   | Castelvispal |
| Manzanera             | 168,66          | 7,17        | 519               | 531               | 996              | 26,30                                   | Alcotas, El Paul, Las Alhambras, Los Cerezos, Olmos (Los), Paraíso Bajo.                                                                                                  |
| Mora de Rubielos      | 166,20          | 7,07        | 1541              | 1548              | 1035             | --                                      | |
| Mosqueruela           | 265,26          | 11,28       | 551               | 537               | 1471             | 53,60                                   | |
| Nogueruelas           | 99,50           | 4,23        | 217               | 217               | 1146             | 18,60                                   | |
| Olba                  | 21,32           | 0,91        | 226               | 228               | 659              | 23,40                                   | El Masico, La Artiga, La Civera, La Tosca, Las Ventas, Los Dines o Ibáñez bajos, Los Giles, Los Lucas, Los Pertegaces, Los Ramones, Los Tarragones, Los Villanuevas.      |
| La Puebla de Valverde | 282,78          | 12,03       | 453               | 457               | 1183             | 18,40                                   | |
| Puertomingalvo        | 103,62          | 4,41        | 112               | 109               | 1456             | 55,00                                   | |
| Rubielos de Mora      | 63,72           | 2,71        | 627               | 621               | 929              | 12,70                                   | |
| San Agustín           | 56,00           | 2,38        | 125               | 119               | 1471             | 31,50                                   | Caballero, Juan Din, La Fuenseca, La Hoz, La Solana, Los Baltasares, Los Pastores, Los Peiros, Mas Blanco, Mases y Tamboril, Poviles, Pozo la Muela, Tarin Nuevo y Viejo, |
| Sarrión               | 140,44          | 5,97        | 1133              | 1128              | 991              | 21,30                                   | La Escaleruela |
| Torrijas              | 57,00           | 2,42        | 38                | 41                | 1359             | 40,10                                   | |
| Valbona               | 40,81           | 1,74        | 174               | 167               | 949              | 6,00                                    | |
| Valdelinares          | 55,09           | 2,34        | 87                | 88                | 1693             | 35,50                                   | |
| Total                 | 2351,60         |             | 7367              | 7363 (-0,05)      |                  |                                         | |